# Piranha sanitaire 6x6

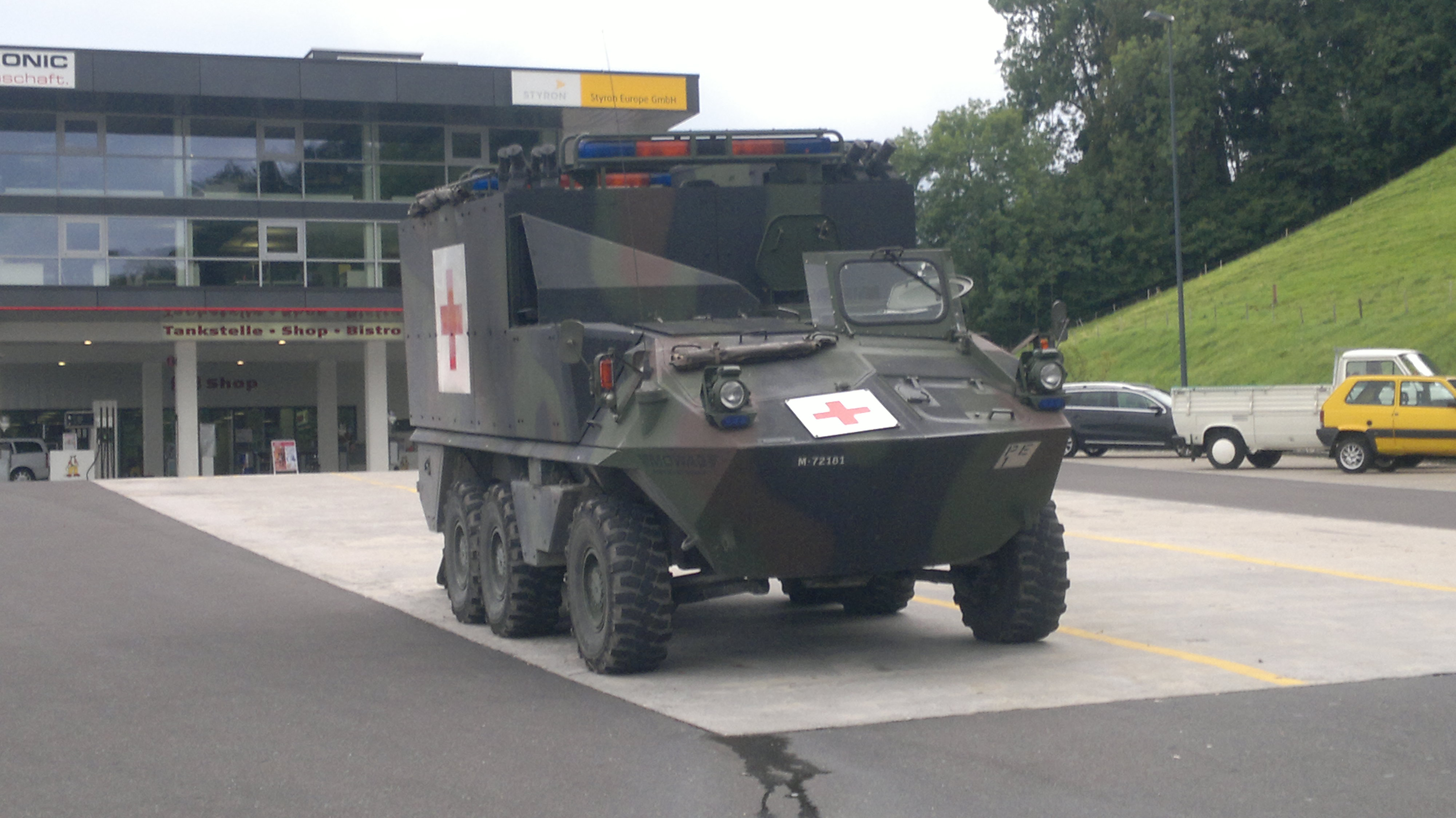

Le char à roues Piranha sanitaire 6x6 est une ambulance blindée construite par la société Mowag et utilisée par l'armée suisse au sein des troupes blindées, de l'infanterie et de l'artillerie.

## Description
Le Piranha sanitaire 6x6 est une ambulance extrêmement mobile et particulièrement à l'aise en terrain difficile. L'équipage est constitué de deux sanitaires d'unité, d'un commandant de char et d'un conducteur. De plus, il est possible d'asseoir à l'arrière du véhicule 6 patients en position assise ou, au besoin, 3 blessés couchés. Le matériel sanitaire de bord est semblable à celui des ambulances civiles et se compose notamment d'un Propaq, d'un Oxylog ou encore d'un défibrillateur. Comme tout véhicule sanitaire, le Piranha est équipé d'un avertisseur sonore à deux-tons et d'un gyrophare bleu tandis que les derniers modèles disposent quant à eux de deux rampes de feux bleu-orange placés sur le toit à l'avant et à l'arrière de l'ambulance. Enfin, le char ne possède pas d'armement à proprement parler mais dispose tout de même d'un système de lance-pots nébulogènes destiné à camoufler le véhicule derrière un écran d'épaisse fumée blanche. Il remplace le Pinzgauer sanitaire.

## Caractéristiques
Le moteur est un deux-temps diesel accouplé à une boîte de vitesses automatique cinq rapports. En conditions normales, la transmission se fait sur le deuxième et le troisième essieu.
En cas de conflit, le char est capable de résister à des tirs d'armes légères de par son blindage. Il est également possible de continuer à rouler alors même que tous les pneumatiques sont hors d'état sur une cinquantaine de kilomètres et à vitesse réduite grâce à un corset en caoutchouc à l'intérieur de ceux-ci.